# Conguaco

Conguaco é uma cidade da Guatemala do departamento de Jutiapa.